# Heliophorus cantliei
Heliophorus cantliei är en fjärilsart som beskrevs av John Nevill Eliot 1965. Heliophorus cantliei ingår i släktet Heliophorus och familjen juvelvingar. Inga underarter finns listade i Catalogue of Life.